# 选律
选律是物理和化学中，从形式上限制系统从一种量子态到另一种量子态的可能跃迁的定则。对于分子，原子，原子核等内部的电磁跃迁，均存在相关的选律。选律受观察跃迁时所使用的技术影响，同一跃迁使用不同手段观测时可能适用不同的选律。化学反应中也存在选律，例如：从反应物到生成物的转化过程中自旋状态发生改变的反应在形式上是自旋禁阻的。